# ديانا مارتين
ديانا مارتين (بالإسبانية: Diana Martín Giménez)‏ هي عداءة المسافات الطويلة إسبانية، ولدت في 1 أبريل 1981 في مدريد في إسبانيا.

## وصلات خارجية
- ديانا مارتين على موقع الاتحاد الدولي لألعاب القوى (الإنجليزية)
- ديانا مارتين على موقع الدوري الماسي (الإنجليزية)
- ديانا مارتين على موقع أوليمبيديا (الإنجليزية)